# Макаренко, Николай Леонидович
Николай Леонидович Макаренко (род. 13 января 1959) — советский борец греко-римского стиля, призёр чемпионата Европы, Мастер спорта СССР международного класса. Заслуженный тренер Украины.

## Биография
Начинал заниматься борьбой в городе Белая Церковь. В июле 1983 года в Москве представляя Белую Церковь стал серебряным призёром чемпионата СССР. Далее перебрался в Киев, выступал за СКА, тренировался у Олега Корвата, с которым и добился значимых успехов. В 1985 и в 1986 годах на чемпионате СССР становился серебряным призёром. В апреле 1986 года в греческом Пирее стал серебряным призёром чемпионата Европы. В 1989 году завершил карьеру. 

## Спортивные результаты
- Чемпионат СССР по классической борьбе 1983 — ;
- Чемпионат СССР по классической борьбе 1985 — ;
- Чемпионат СССР по классической борьбе 1986 — ;
- Чемпионат Европы по борьбе 1986 — ;
- Чемпионат СССР по классической борьбе 1987 — ;
- Чемпионат СССР по классической борьбе 1988 — ;
- Чемпионат СССР по классической борьбе 1989 — ;